# Waseem Ahmad
Waseem Ahmad (Urdu: وسیم احمد) (Vehari, 10 april 1977) is een Pakistaans hockeyer.
Ahmad speelde (tot dusver) 410 wedstrijden (37 doelpunten) voor de Pakistaanse hockeyploeg en is daarmee record-international bij deze ploeg. Hij is een sterke middenvelder op de positie linkshalf. Tijdens de Champions Trophy 1996 in Chennai maakte hij zijn debuut op een groot toernooi voor Pakistan. Hij maakte deel uit van de selecties die uitkwamen op de Olympische Spelen van 2000 en 2004.
Met zijn landgenoot en goede vriend Sohail Abbas speelde Ahmad in Nederland bij HC Rotterdam en promoveerde met die club in 2005 naar de Hoofdklasse. In 2007 haalde hij met Rotterdam voor het eerst de play offs en wisten ze zich te plaatsen voor de Euro Hockey League. In 2010 verliet hij Rotterdam en ging hij terug naar Pakistan om in de eigen competitie te spelen en verbonden te blijven aan de nationale ploeg tot en met de Olympische Spelen 2012 in Londen.